# Collier Hill
Collier Hill, född 26 mars 1998 i Storbritannien, är ett engelskt fullblod, mest känd för att ha segrat i två upplagor av Stockholm Cup International (2004, 2006) och Hong Kong Vase (2006).

## Bakgrund
Collier Hill är en fuxvalack efter Dr Devious och under Polar Queen (efter Polish Precedent). Han föddes upp av George W. Strawbridge, Jr. och ägdes av J. David Abell, Richard Crowe & Russell H. Hall. Han tränades under tävlingskarriären av Alan Swinbank.
Collier Hill tävlade mellan 2002 och 2006 och sprang in totalt 2 317 161 pund på 45 starter, varav 15 segrar, 10 andraplatser och 6 tredjeplatser. Han tog karriärens största segrar i Stockholm Cup International (2004, 2006), Gerling-Preis (2005), Irish St. Leger (2005), Canadian International Stakes (2006) och Hong Kong Vase (2006).